# 187514 Tainan
187514 Tainan este un asteroid din centura principală de asteroizi.

## Descriere
187514 Tainan este un asteroid din centura principală de asteroizi. A fost descoperit pe 15 octombrie 2006 la Observatorul Lulin de Chi-Sheng Lin și Ye Quan-Zhi. Asteroidul prezintă o orbită caracterizată de o semiaxă mare de 2,69 ua, o excentricitate de 0,22 și o înclinație de 14,4° în raport cu ecliptica.